# Národní galerie starého umění
Národní galerie starého umění (Galleria Nazionale d'Arte Antica, česky též Národní galerie klasického umění) je umělecká galerie v Římě, umístěná v palácích Barberiniů a Corsiniů.

## Budovy
Palác Barberiniů byl postaven pro papeže Urbana VIII., člena rodu Barberiniů, italským architektem Carlem Madernou (1556–1629) na místě Villy Sforza. Roku 1949 ho odkoupil stát pro uměleckou sbírku založenou v roce 1893.
Palác Corsiniů, původně zvaný Palazzo Riario, je palác z 15. století, který byl přestavěn v 18. století architektem Ferdinandem Fugou pro kardinála Neri Corsiniho.

## Sbírky
Sbírka zahrnuje díla Berniniho, Caravaggia, Giovanni Bagliona, Hanse Holbeina, Perugina, Nicolase Poussina, Giulia Romana, Raffaela, Carla Saraceniho, Tiepola, Tintoretta a Tiziana. Počet obrazů ve sbírce převyšuje 1700.

## Galerie

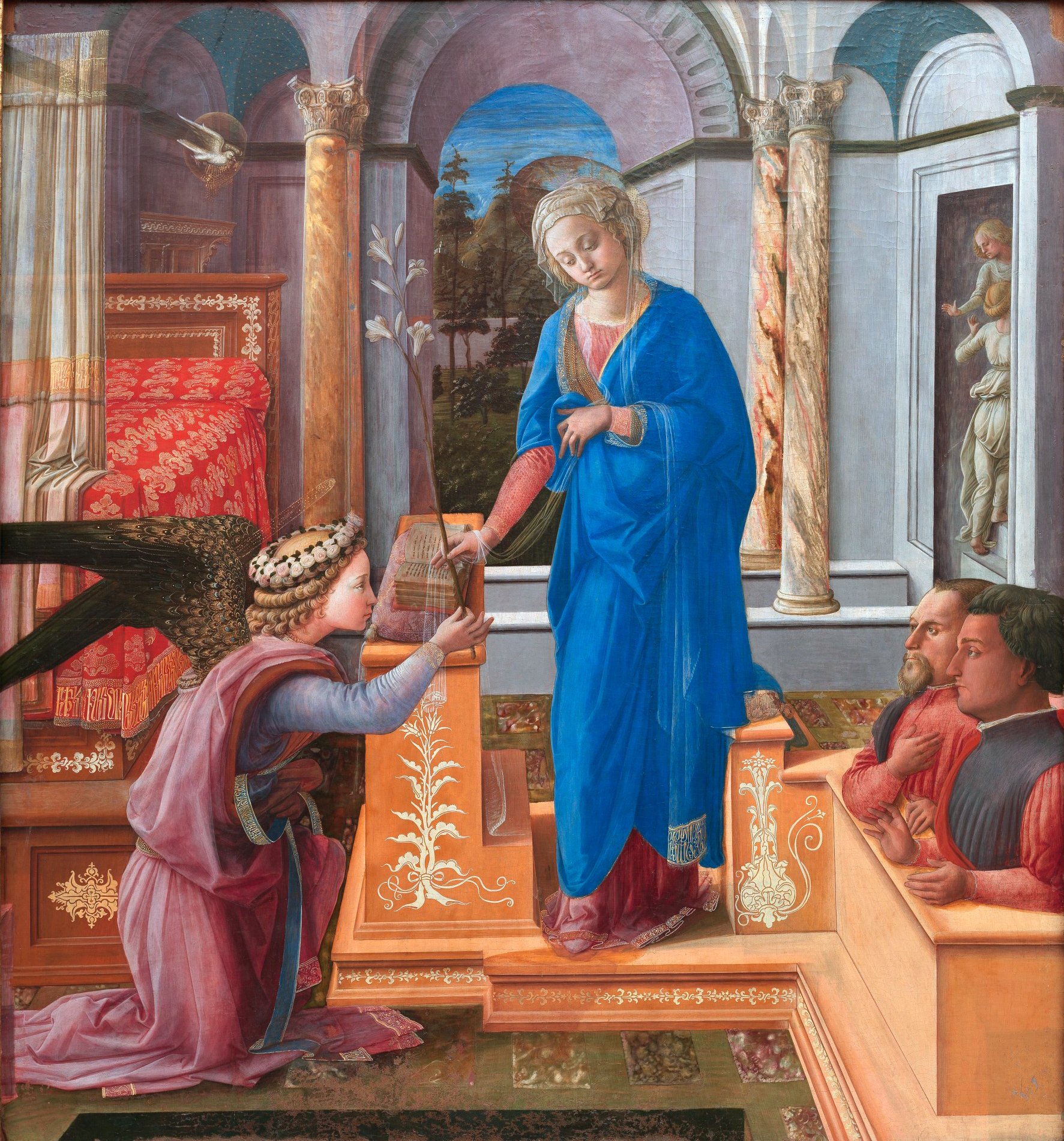
Zvěstování od Filippa Lippiho
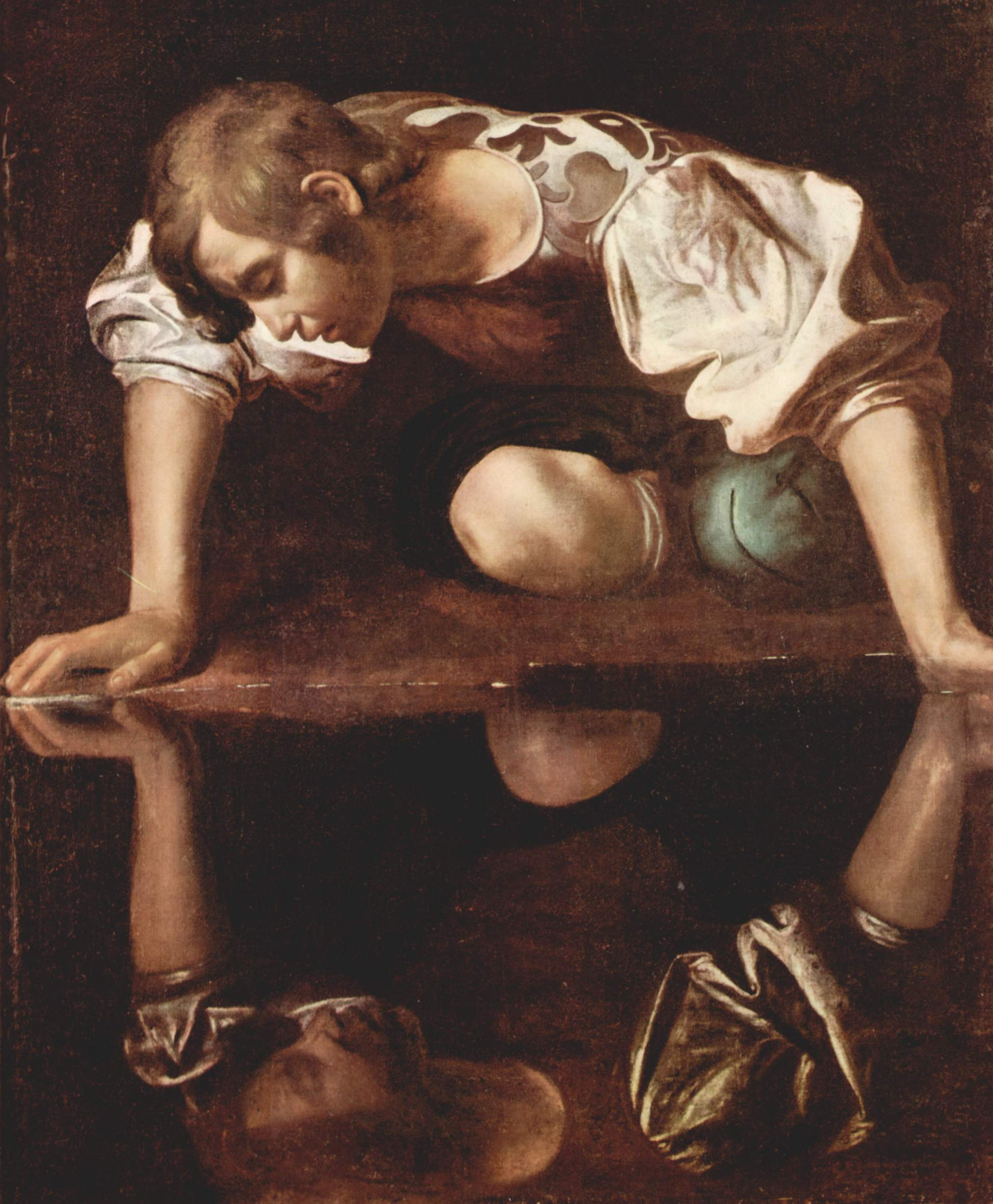
Narcis od Caravaggia
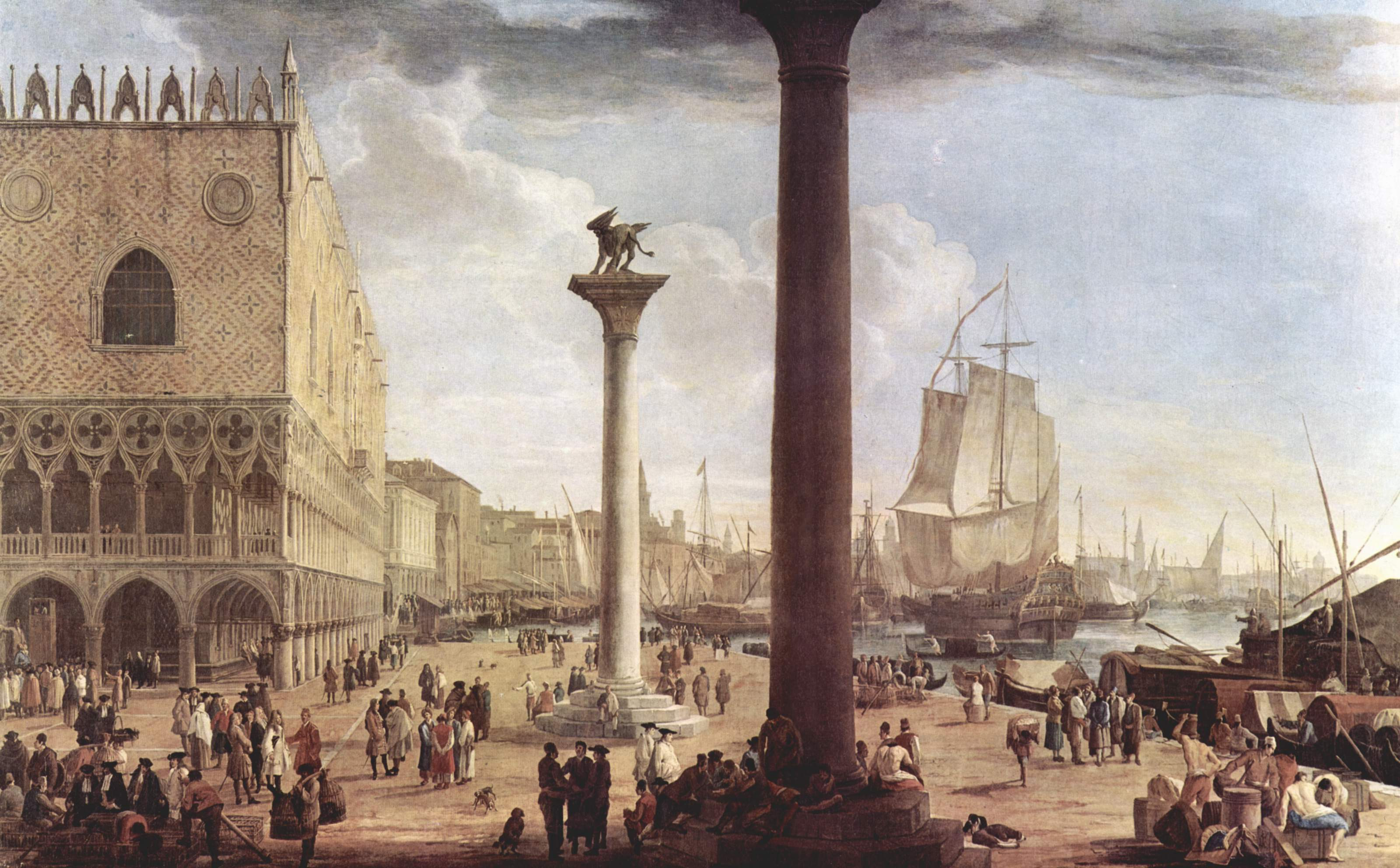
Luca Carlevarijs: Benátky
Madona s dítětem od Giulia Romana